# Pirazolona

Estructura química del pirazol

Estructura química del metamizol

Las pirazolonas son un grupo de medicamentos que se emplean principalmente como analgésicos y antipiréticos, es decir para el tratamiento del dolor y la fiebre. Ejemplos de ellos son el metamizol o dipirona (el más popular), propifenazona, fenilbutazona y oxifenbutazona. Estos medicamentos se han retirado del mercado en varios países por provocar agranulocitosis y anemia aplásica, efectos secundarios graves, pero de aparición  muy infrecuente.

## Estructura química
La estructura química deriva del pirazol, un heterocíclico aromático de 5 miembros que contiene 2 átomos de nitrógeno en posiciones contiguas.

## Acciones farmacológicas
Tienen propiedades analgésicas y antitérmicas, el metamizol posee una acción relajante del músculo liso por lo que es útil en el tratamiento del cólico nefrítico. La fenilbutazona posee también propiedades antiinflamatorias, pero debido a sus efectos secundarios, su empleo no está recomendado en ningún proceso reumático. 

## Efectos secundarios
Los de mayor gravedad consisten en agranulocitos y anemia aplásica, el riesgo de su aparición es más alto en personas de edad avanzada y cuando se utilizan a dosis elevadas. También pueden provocar reacciones alérgicas y otros efectos nocivos, como toxicidad renal y hepática.